# سد چینگازا
سد چینگازا (به اسپانیایی: Represa de Chingaza) یک سد در کلمبیا است که در Fomeque واقع شده‌است.